# Pyramids of Mars
Pyramids of Mars (Las pirámides de Marte) es el tercer serial de la 13.ª temporada de la serie británica de ciencia ficción Doctor Who, emitido originalmente en cuatro episodios semanales del 25 de octubre al 15 de noviembre de 1975.

## Argumento
En el Egipto de 1911, Marcus Scarman excava una pirámide y descubre la puerta a la cámara mortuoria con el Ojo de Horus. Al entrar un rayo que surge de un sarcófago le derriba. Mientras tanto, la TARDIS, en vuelo, sufre una sacudida que le hace salirse de su ruta de vuelo, y Sarah ve la aparición de una cabeza de chacal. El Cuarto Doctor sigue la fuente de energía y aterriza en una casa victoriana en Inglaterra llena de artefactos egipcios. El mayordomo les dice que un caballero egipicio llamado Ibrahim Namin ha ocupado la mansión. Cuando el Doctor y Sarah salen por la ventana, alguien detrás de él le mata, mientras Ibrahim y el doctor Warlock, un caballero viejo amigo del profesor Scarman (a quien pertenece la mansión), están discutiendo sobre la presunta desaparición del profesor. Los dos encontrarán el cadáver, e Ibrahim intenta matar de un disparo al Dr. Warlock, pero el Doctor se lo impide, aunque no evitará que quede herido de bala. Los tres escapan, y Namin abre otro sarcófago revelando en su interior una momia, a quien con un dispositivo camuflado en su anillo ordena perseguirles...

### Continuidad
Al principio, Sarah Jane entra con un vestido que acaba de encontrar en el guardarropa. El Doctor la llama "Vicky", y después dice que su antigua acompañante Victoria solía llevar ese vestido. El Doctor dice que ha vivido "alrededor de 750 años" y dice que esto le hace ser de mediana edad.
Sarah señala que los acertijos son similares a los de la ciudad de Exxilon (de Death to the Daleks) aunque ella nunca entró en persona en la ciudad.

## Producción
| Episodio    | Fecha de emisión        | Duración | Espectadores en millones | Estado en el archivo  |
| ----------- | ----------------------- | -------- | ------------------------ | --------------------- |
| Episodio 1  | 25 de octubre de 1975   | 25:22    | 10,5                     | Cinta original en PAL |
| Episodio 2  | 1 de noviembre de 1975  | 23:53    | 11,3                     | Cinta original en PAL |
| Episodio 3  | 8 de noviembre de 1975  | 24:32    | 9,4                      | Cinta original en PAL |
| Episodio 4  | 15 de noviembre de 1975 | 24:52    | 11,7                     | Cinta original en PAL |
| [ 1 ] [ 2 ] |                         |          |                          |                       |

La historia tal y como la escribió originalmente Lewis Greifer se consideró inutilizable. Como Greifer no estaba disponible para reescribirlos, Robert Holmes los reescribió por completo usando el pseudónimo de Stephen Harris.
En Pyramids of Mars aparece una de las contradicciones del universo de Doctor Who, la de la inconsistencia de fechas de UNIT: en este episodio Sarah Jane dice venir de 1980, lo que quiere decir que las historias de UNIT estaban ambientadas en un futuro cercano en vez de en la época actual de entonces. Sin embargo en el serial Mawdryn Undead (1983) se dice que el Brigadier Lethbridge-Stewart se retiró en 1976 y el Sargento Benton en 1979, lo que contradice la fecha de Sarah.
Los exteriores se rodaron en la finca de Stargroves en Hampshire, que en esa época pertenecía a Mick Jagger. La misma localización volvería a aparecer en Image of the Fendahl. La nueva sala de control de la TARDIS, que había debutado en la historia anterior, Planet of Evil, no volverá a aparecer hasta The Invisible Enemy. Por el coste de montar el decorado de la sala de control de la TARDIS sólo para unas pocas escenas, se diseñó un nuevo plató para la siguiente temporada.
Tom Baker y Elisabeth Sladen improvisaron un buen número de fragmentos de la historia, sobre todo una escena en el cuarto episodio en la que el Doctor y Sarah comienzan a salir de su escondite, y cuando ven una momia vuelven precipitadamente a esconderse. Baker se basó en los hermanos Marx para esta escena.
Varias escenas se descartaron de la emisión final. En la segunda parte se iba a usar una escena de la TARDIS aterrizando en la Tierra alternativa de 1980 destruida, pero el director Paddy Russell decidió que los espectadores se sentirían más impactados si la primera escena de la nueva Tierra fuera la reacción de Sarah al abrirse las puertas de la TARDIS. También tres escenas de efectos y el Doctor materializándose desde el sarcófago se eliminaron del montaje de la cuarta parte porque Russell pensó que no quedaron bien. Estas escenas se restituyeron en el DVD junto con una versión alternativa del cazador perseguido en la segunda parte y una versión completa de la explosión del cohete osiriano.